# Coppa del Mondo di short track 2023
La Coppa del Mondo di short track 2023 è iniziata il 28 ottobre 2022 a Montréal (Canada) ed è terminata il 12 febbraio 2023 a Dordrecht (Paesi Bassi). La competizione è stata organizzata dalla ISU.
La classifica generale è stata vinta dal sudcoreano Park Ji-won tra gli uomini e dalla neerlandese Suzanne Schulting tra le donne.

## Calendario
| Città          | Impianto                 | Data                |
| -------------- | ------------------------ | ------------------- |
| Montréal       | Maurice Richard Arena    | 28-30 ottobre 2022  |
| Salt Lake City | Utah Olympic Oval        | 4-6 novembre 2022   |
| Almaty         | Halyk Arena              | 9-11 dicembre 2022  |
| Almaty         | Halyk Arena              | 16-18 dicembre 2022 |
| Dresda         | EnergieVerbund Arena     | 3-5 febbraio 2023   |
| Dordrecht      | Sportboulevard Dordrecht | 10-12 febbraio 2023 |

## Risultati

### Uomini

#### Montréal
| Data            | Distanza         | Primo             | Secondo         | Terzo           |
| 30 ottobre 2022 | 500 m            | Steven Dubois     | Lee June-seo    | Pietro Sighel   |
| 29 ottobre 2022 | 1000 m           | Roberts Krūzbergs | Lim Yong-jin    | Teun Boer       |
| 30 ottobre 2022 | 1000 m           | Pascal Dion       | Hong Kyung-hwan | Kim Tae-sung    |
| 29 ottobre 2022 | 1500 m           | Park Ji-won       | Steven Dubois   | Hong Kyung-hwan |
| 30 ottobre 2022 | Staffetta 5000 m | Corea del Sud     | Kazakistan      | Canada          |

#### Salt Lake City
| Data            | Distanza         | Primo            | Secondo          | Terzo             |
| 5 novembre 2022 | 500 m            | Maxime Laoun     | Abzal Azhgaliyev | Lee June-seo      |
| 6 novembre 2022 | 500 m            | Jens van 't Wout | Denis Nikiša     | Pietro Sighel     |
| 6 novembre 2022 | 1000 m           | Park Ji-won      | Hong Kyung-hwan  | Adil Galiakhmetov |
| 5 novembre 2022 | 1500 m           | Jens van 't Wout | Park Ji-won      | Reinis Bērziņš    |
| 6 novembre 2022 | Staffetta 5000 m | Canada           | Corea del Sud    | Cina              |

#### Almaty#1
| Data             | Distanza         | Primo            | Secondo         | Terzo                |
| 11 dicembre 2022 | 500 m            | Kim Tae-sung     | Denis Nikiša    | Jang Sun-woo         |
| 10 dicembre 2022 | 1000 m           | Jens van 't Wout | Pascal Dion     | Jordan Pierre-Gilles |
| 10 dicembre 2022 | 1500 m           | Hong Kyung-hwan  | Desmet Stijn    | Kim Tae-sung         |
| 11 dicembre 2022 | 1500 m           | Park Ji-won      | Hong Kyung-hwan | Pascal Dion          |
| 11 dicembre 2022 | Staffetta 5000 m | Canada           | Corea del Sud   | Giappone             |

#### Almaty#2
| Data             | Distanza         | Primo         | Secondo       | Terzo             |
| 17 dicembre 2022 | 500 m            | Diane Sellier | Steven Dubois | Denis Nikiša      |
| 18 dicembre 2022 | 500 m            | Denis Nikiša  | Jang Sun-woo  | Desmet Stijn      |
| 18 dicembre 2022 | 1000 m           | Park Ji-won   | Steven Dubois | Roberts Krūzbergs |
| 17 dicembre 2022 | 1500 m           | Park Ji-won   | Desmet Stijn  | Hong Kyung-hwan   |
| 18 dicembre 2022 | Staffetta 5000 m | Canada        | Paesi Bassi   | Giappone          |

#### Dresda
| Data            | Distanza         | Primo        | Secondo           | Terzo            |
| 5 febbraio 2023 | 500 m            | Lin Xiaojun  | Zhong Yuchen      | Kazuki Yoshinaga |
| 4 febbraio 2023 | 1000 m           | Park Ji-won  | Roberts Krūzbergs | Félix Roussel    |
| 4 febbraio 2023 | 1500 m           | Lee June-seo | Pietro Sighel     | Lim Yong-jin     |
| 5 febbraio 2023 | 1500 m           | Park Ji-won  | Sjinkie Knegt     | Reinis Bērziņš   |
| 5 febbraio 2023 | Staffetta 5000 m | Cina         | Giappone          | Ungheria         |

#### Dordrecht
| Data             | Distanza         | Primo         | Secondo       | Terzo              |
| 12 febbraio 2023 | 500 m            | Lin Xiaojun   | Lim Yong-jin  | Łukasz Kuczyński   |
| 11 febbraio 2023 | 1000 m           | Steven Dubois | Pascal Dion   | Roberts Krūzbergs  |
| 12 febbraio 2023 | 1000 m           | Park Ji-won   | Pascal Dion   | Luca Spechenhauser |
| 11 febbraio 2023 | 1500 m           | Park Ji-won   | Lee Dong-hyun | Jens van 't Wout   |
| 12 febbraio 2023 | Staffetta 5000 m | Corea del Sud | Cina          | Giappone           |

### Donne

#### Montréal
| Data            | Distanza         | Primo             | Secondo             | Terzo          |
| 30 ottobre 2022 | 500 m            | Xandra Velzeboer  | Natalia Maliszewska | Shim Suk-hee   |
| 29 ottobre 2022 | 1000 m           | Xandra Velzeboer  | Shim Suk-hee        | Seo Whi-min    |
| 30 ottobre 2022 | 1000 m           | Suzanne Schulting | Choi Min-jeong      | Kim Gil-li     |
| 29 ottobre 2022 | 1500 m           | Suzanne Schulting | Kim Gil-li          | Kristen Santos |
| 30 ottobre 2022 | Staffetta 3000 m | Paesi Bassi       | Canada              | Italia         |

#### Salt Lake City
| Data            | Distanza         | Primo             | Secondo              | Terzo          |
| 5 novembre 2022 | 500 m            | Kim Boutin        | Natalia Maliszewska  | Kristen Santos |
| 6 novembre 2022 | 500 m            | Xandra Velzeboer  | Choi Min-jeong       | Rikki Doak     |
| 6 novembre 2022 | 1000 m           | Suzanne Schulting | Courtney Lee Sarault | Kristen Santos |
| 5 novembre 2022 | 1500 m           | Kim Gil-li        | Anna Seidel          | Choi Min-jeong |
| 6 novembre 2022 | Staffetta 3000 m | Corea del Sud     | Canada               | Italia         |

#### Almaty#1
| Data             | Distanza         | Primo                | Secondo              | Terzo            |
| 11 dicembre 2022 | 500 m            | Kim Boutin           | Suzanne Schulting    | Kristen Santos   |
| 10 dicembre 2022 | 1000 m           | Courtney Lee Sarault | Shim Suk-hee         | Corinne Stoddard |
| 10 dicembre 2022 | 1500 m           | Suzanne Schulting    | Choi Min-jeong       | Kim Gil-li       |
| 11 dicembre 2022 | 1500 m           | Hanne Desmet         | Courtney Lee Sarault | Anna Seidel      |
| 11 dicembre 2022 | Staffetta 3000 m | Canada               | Paesi Bassi          | Corea del Sud    |

#### Almaty#2
| Data             | Distanza         | Primo                | Secondo             | Terzo            |
| 17 dicembre 2022 | 500 m            | Suzanne Schulting    | Natalia Maliszewska | Yara van Kerkhof |
| 18 dicembre 2022 | 500 m            | Yara van Kerkhof     | Michelle Velzeboer  | Petra Jászapáti  |
| 18 dicembre 2022 | 1000 m           | Suzanne Schulting    | Kristen Santos      | Hanne Desmet     |
| 17 dicembre 2022 | 1500 m           | Courtney Lee Sarault | Hanne Desmet        | Shim Suk-hee     |
| 18 dicembre 2022 | Staffetta 3000 m | Corea del Sud        | Canada              | Ungheria         |

#### Dresda
| Data            | Distanza         | Primo             | Secondo          | Terzo                |
| 5 febbraio 2023 | 500 m            | Suzanne Schulting | Xandra Velzeboer | Choi Min-jeong       |
| 4 febbraio 2023 | 1000 m           | Suzanne Schulting | Hanne Desmet     | Zhang Chutong        |
| 4 febbraio 2023 | 1500 m           | Choi Min-jeong    | Kristen Santos   | Courtney Lee Sarault |
| 5 febbraio 2023 | 1500 m           | Kim Gil-li        | Anna Seidel      | Shim Suk-hee         |
| 5 febbraio 2023 | Staffetta 3000 m | Paesi Bassi       | Canada           | Corea del Sud        |

#### Dordrecht
| Data             | Distanza         | Primo                | Secondo           | Terzo             |
| 12 febbraio 2023 | 500 m            | Xandra Velzeboer     | Kim Boutin        | Rikki Doak        |
| 11 febbraio 2023 | 1000 m           | Kim Boutin           | Kristen Santos    | Xandra Velzeboer  |
| 12 febbraio 2023 | 1000 m           | Courtney Lee Sarault | Kim Gil-li        | Suzanne Schulting |
| 11 febbraio 2023 | 1500 m           | Hanne Desmet         | Suzanne Schulting | Shim Suk-hee      |
| 12 febbraio 2023 | Staffetta 3000 m | Canada               | Ungheria          | Cina              |

### Misto
| Sede           | Data             | Distanza | Primo         | Secondo       | Terzo       |
| Montreal       | 29 ottobre 2022  | 2000 m   | Corea del Sud | Belgio        | Canada      |
| Salt Lake City | 5 novembre 2022  | 2000 m   | Cina          | Corea del Sud | Stati Uniti |
| Almaty #1      | 10 dicembre 2022 | 2000 m   | Corea del Sud | Cina          | Belgio      |
| Almaty #2      | 17 dicembre 2022 | 2000 m   | Paesi Bassi   | Belgio        | Polonia     |
| Dresda         | 4 febbraio 2023  | 2000 m   | Italia        | Corea del Sud | Paesi Bassi |
| Dordrecht      | 11 febbraio 2023 | 2000 m   | Paesi Bassi   | Canada        | Polonia     |

## Classifiche

### Uomini

#### Generale
| Pos. | Nome            | Nazione       | Punti |
| ---- | --------------- | ------------- | ----- |
| 1    | Park Ji-won     | Corea del Sud | 1068  |
| 2    | Hong Kyung-hwan | Corea del Sud | 674   |
| 3    | Steven Dubois   | Canada        | 668   |
| 4    | Pascal Dion     | Canada        | 635   |
| 5    | Kim Tae-sung    | Corea del Sud | 502   |

#### 500 metri
| Pos. | Nome          | Nazione       | Punti |
| ---- | ------------- | ------------- | ----- |
| 1    | Denis Nikiša  | Kazakistan    | 402   |
| 2    | Steven Dubois | Canada        | 348   |
| 3    | Diane Sellier | Polonia       | 326   |
| 4    | Pietro Sighel | Italia        | 304   |
| 5    | Lim Yong-jun  | Corea del Sud | 262   |

#### 1000 metri
| Pos. | Nome              | Nazione       | Punti |
| ---- | ----------------- | ------------- | ----- |
| 1    | Park Ji-won       | Corea del Sud | 488   |
| 2    | Pascal Dion       | Canada        | 450   |
| 3    | Roberts Krūzbergs | Lettonia      | 402   |
| 4    | Hong Kyung-hwan   | Corea del Sud | 244   |
| 5    | Kim Tae-sung      | Corea del Sud | 234   |

#### 1500 metri
| Pos. | Nome            | Nazione       | Punti |
| ---- | --------------- | ------------- | ----- |
| 1    | Park Ji-won     | Corea del Sud | 580   |
| 2    | Hong Kyung-hwan | Corea del Sud | 430   |
| 3    | Friso Emons     | Paesi Bassi   | 320   |
| 4    | Reinis Bērziņš  | Lettonia      | 258   |
| 5    | Stijn Desmet    | Belgio        | 252   |

#### Staffetta 5000 metri
| Pos. | Nazione       | Punti |
| ---- | ------------- | ----- |
| 1    | Canada        | 370   |
| 2    | Corea del Sud | 360   |
| 3    | Cina          | 300   |
| 4    | Giappone      | 290   |
| 5    | Kazakistan    | 250   |

### Donne

#### Generale
| Pos. | Nome              | Nazione       | Punti |
| ---- | ----------------- | ------------- | ----- |
| 1    | Suzanne Schulting | Paesi Bassi   | 1062  |
| 2    | Courtney Sarault  | Canada        | 776   |
| 3    | Hanne Desmet      | Belgio        | 744   |
| 4    | Kim Gil-li        | Corea del Sud | 700   |
| 5    | Kristen Santos    | Stati Uniti   | 700   |

#### 500 metri
| Pos. | Nome                | Nazione     | Punti |
| ---- | ------------------- | ----------- | ----- |
| 1    | Xandra Velzeboer    | Paesi Bassi | 426   |
| 2    | Natalia Maliszewska | Polonia     | 368   |
| 3    | Kim Boutin          | Canada      | 336   |
| 4    | Rikki Doak          | Canada      | 324   |
| 5    | Yara van Kerkhof    | Paesi Bassi | 312   |

#### 1000 metri
| Pos. | Nome              | Nazione     | Punti |
| ---- | ----------------- | ----------- | ----- |
| 1    | Suzanne Schulting | Paesi Bassi | 470   |
| 2    | Courtney Sarault  | Canada      | 360   |
| 3    | Hanne Desmet      | Belgio      | 324   |
| 4    | Kim Boutin        | Canada      | 284   |
| 5    | Corinne Stoddard  | Stati Uniti | 266   |

#### 1500 metri
| Pos. | Nome             | Nazione       | Punti |
| ---- | ---------------- | ------------- | ----- |
| 1    | Kim Gil-li       | Corea del Sud | 450   |
| 2    | Hanne Desmet     | Belgio        | 420   |
| 3    | Courtney Sarault | Canada        | 392   |
| 4    | Kristen Santos   | Stati Uniti   | 314   |
| 5    | Choi Min-jeong   | Corea del Sud | 310   |

#### Staffetta 3000 metri
| Pos. | Nazione       | Punti |
| ---- | ------------- | ----- |
| 1    | Canada        | 360   |
| 2    | Paesi Bassi   | 340   |
| 3    | Corea del Sud | 340   |
| 4    | Italia        | 244   |
| 5    | Ungheria      | 240   |

### Misto

#### Staffetta 2000 metri
| Pos. | Nazione       | Punti |
| ---- | ------------- | ----- |
| 1    | Corea del Sud | 380   |
| 2    | Paesi Bassi   | 290   |
| 3    | Belgio        | 280   |
| 4    | Canada        | 260   |
| 5    | Cina          | 256   |